# Shikata ga nai

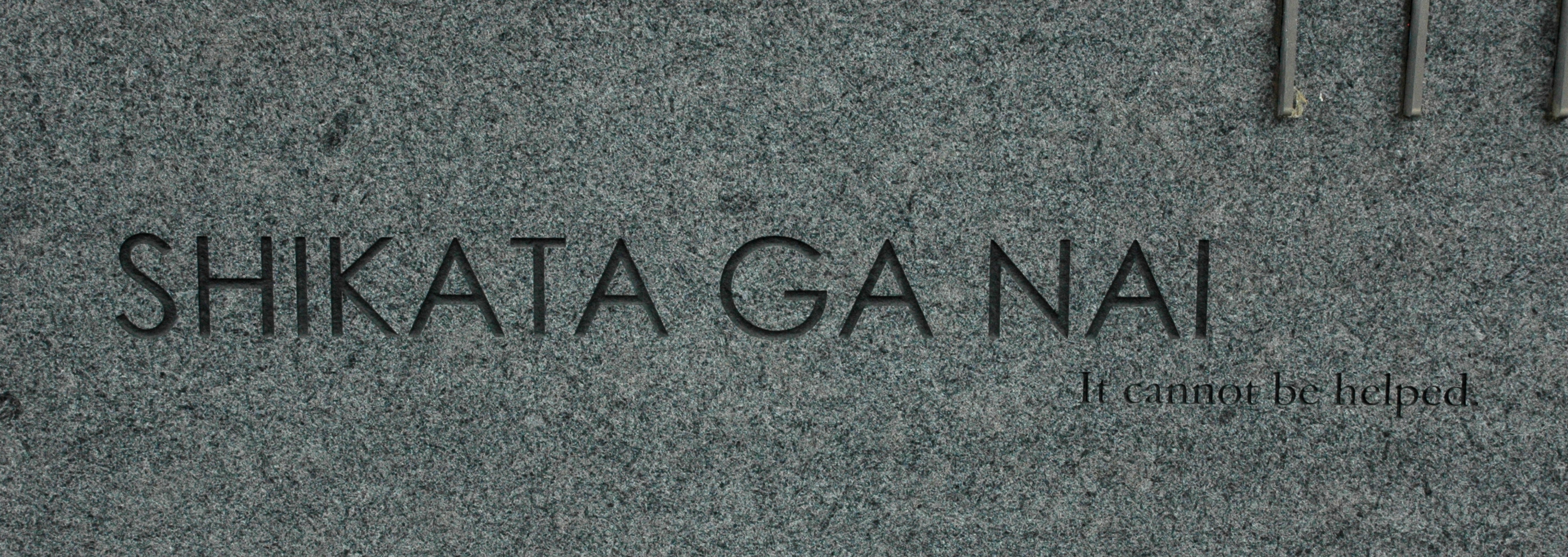
Shikata Ga Nai gravado em mármore.

Shikata ga nai (仕方がない), (pronúncia em japonês: ɕi̥kata ɡa nai) é uma expressão da língua japonesa cuja possíveis traduções são, dentre outras: "não pode ser ajudado" ou "nada pode ser feito a respeito". Shō ga nai (しょうがない), (pronúncia: ɕoː ɡa nai é uma expressão alternativa com o mesmo significado.

## Associações culturais
A expressão tem sido usada para descrever a habilidade do povo japonês em manter a dignidade frente a uma tragédia inevitável ou a uma injustiça, particularmente quando as circunstâncias estão além do próprio controle, de forma similar à expressão c'est la vie ("assim é a vida"). Historicamente, foi empregada em situações nas quais a população japonesa coletivamente enfrentou grandes provações, inclusive a ocupação do Japão pelos Aliados da Segunda Guerra Mundial e os campos de concentração nos Estados Unidos para os japoneses assim como no Canadá. Assim, quando o Imperador Shōwa foi perguntado, em sua primeira entrevista coletiva à imprensa, dada em Tóquio em 1975, o que ele pensava dos bombardeamentos de Hiroshima e Nagasaki, ele responde: "É muito lamentável que bombas nucleares tenham sido despejadas e eu sinto muito pelos cidadãos de Hiroshima mas nada podia ser feito porque isto aconteceu em tempo de guerra."
Na obra Asian American Women: The "Frontiers" Reader, a escritora Debbie Storrs declara:
A frase japonesa shikata ga nai, ou "nada pode ser feito," indica as normas culturais sobre as quais se tem pouco controle... Esta noção de sofrimento em parte é causada pelo shikata ga nai: o descumprimento em seguir as normas culturais e as convenções sociais leva a uma vida de poucas escolhas que não a resignação ao sofrimento.
A frase também pode possuir conotações negativas, por se perceber a falta de reação às adversidades como complacência, tanto com as forças sociais, quanto com as forças polítivas.  Em um artigo para a Business Week, um empresário ocidental fala do povo japonês:

Ele encoraja os japoneses a não sucumbirem à mentalidade do shikata ga nai, mas a se enraivecerem e a começarem a se comportar como cidadãos. 'Os japoneses me ouvem porque eu estou sempre empurrando para adiante as possibilidades do quanto as coisas podem mudar... para assegurar prospectos econômicos e políticos positivos...' 